# Alcolea del Río
Alcolea del Río è un comune spagnolo di 3 338 abitanti situato nella comunità autonoma dell'Andalusia.

## Geografia fisica
Il comune è situato a ridosso del Guadalquivir, in corrispondenza della confluenza del Corbones.